# Mark Owen
Mark Anthony Patrick Owen (sinh ngày 27 tháng 1 năm 1972), là ca sĩ, nhạc sĩ người Anh. Anh là thành viên của ban nhạc Take That. Ban nhạc đã có những thành công vang dội vào thập niên 90 và còn thành công hơn nữa kể từ khi tái hợp vào năm 2005. Với tư cách là ca sĩ solo, Mark Owen đã bán hơn 400.000 bản album và 40 triệu bản cùng Take That.

## Take That (1990–1996, 2005–nay)
Khi Take That được thành lập năm 1990, Owen hát chính trong "Babe", bài hát được phát hành vào tháng 12 năm 1993 từ album Everything Changes. Bài hát vươn lên vị trí số 1 bảng xếp hạng Anh, nhưng sau đó bị đánh gục bởi Mr Blobby vào Giáng Sinh. Anh cũng hát chính trong "The Day After Tomorrow" từ album Nobody Else, kết thúc những đóng góp chính của anh cho nhóm vào những năm đầu tiên. Tuy nhiên, Owen là thành viên được hâm mộ nhất của nhóm, nhờ ngoại hình trẻ con và cách xử sự đáng yêu, thường xuyên nhận được những giải như "Người đàn ông dễ mến nhất thế giới" của tờ Smash Hits và "Kiểu tóc đẹp nhất".

## Sự nghiệp solo
Sau khi Take That tan rã, Owen là thành viên thứ hai của ban nhạc phát hành những bản solo. Đĩa đơn debut của anh, "Child" xếp vị trí thứ 3 trên Bảng xếp hạng đĩa đơn UK. Đĩa đơn thứ 2, "Clementine", cũng xếp vị trí thứ 3. Album Green Man của anh được phát hành năm 1997, xếp vị trí thứ 33. Sau đĩa đơn "I Am What I Am", xếp vị trí thứ 29, BMG Records ngưng hoạt động với Owen vào cuối năm 1997.
Owen thắng giải dẫn chương trình Celebrity Big Brother phần hai trước người dẫn chương trình Les Dennis tháng 11 năm 2002, với lượt bình chọn chiếm đến 77%, rồi bật khóc vì đã nghĩ rằng mình không còn fan hâm mộ từ khi rời Take That. Sau khi được mời trình diễn với Robbie Williams tại Knebworth, anh trở lại ánh đèn sân khấu và ký hợp đồng với Island/Universal Records. Tháng 8 năm 2003, Owen trở lại bảng xếp hạng với hit Top 5, "Four Minute Warning", bài hát trụ vững tại Top 40 trong 8 tuần. Album thứ hai, In Your Own Time, phát hành tháng 11 năm 2003, vào bảng xếp hạng ở vị trí thứ 59. Sau đĩa đơn, "Alone Without You", xếp ở vị trí thứ 26, Island/Universal Records ngưng hoạt động với Owen.
Tháng 4 năm 2004, anh thành lập hãng đĩa riêng của mình, Sedna Records. Một nguồn thông tin vào năm 2004 thậm chí còn cho rằng Owen đang tìm công việc ban ngày, nhưng anh chỉ đơn giản nói rằng "Làm nó đàng hoàng không hề rẻ. Đây là cái thú của tôi. Tôi không có xe Ferrari, tôi chỉ có hai album." Anh phát hành album thứ ba của mình, How the Mighty Fall vào năm 2005, thu âm tại Sunset Studios, Los Angeles năm 2004. Tháng 2 năm 2006 anh phát hành đĩa đơn "Hail Mary" từ album.

## Những ca khúc solo trong Take That
- "Babe"
- "The Day After Tomorrow"
- "The Day The Work Is Done"
- "Hello"
- "Hold On"
- "Hold Up a Light"
- "Julie"
- "Kidz"
- "Shine"
- "SOS"
- "Stay Together" (B side track)
- "Throwing Stones" (B side track)
- "Up All Night"
- "We All Fall Down' (B side track)
- "What You Believe In"
- "What Do you Want from Me?"
- "Wonderful World"

Mark Owen cũng góp giọng chính trong "The Garden", "Said It All", và "Aliens", so với những thành viên khác, giọng hát của anh dễ dàng nhận biết hơn.

## Đời sống riêng tư
Owen sống tại Wandsworth, London. Năm 2006, anh đính hôn với nữ diễn viên Emma Ferguson, người có mối quan hệ với anh từ năm 2004. Ngày 8 tháng 11 năm 2009, họ tổ chức đám cưới tại nhà thờ Cawdor, Scotland. Người con trai, Elwood Jack, ra đời năm 2006 và người con gái, Willow Rose, ra đời năm 2008.
Vào tháng 3 năm 2010 Owen thú nhận việc ngoại tình của mình từ cuối năm 2004 đến tháng 9 năm 2009. Sáu tháng sau, anh vào phòng khám tư nhân để cai đồ uống có cồn.
Mark cho biết anh là fan cuồng của bộ phim Ghostbusters và có sở hữu Proton Packs được sử dụng trong bộ phim năm 1984.
Owen là người ăn chay.

## Danh sách đĩa hát

### Album phòng thu
- 1996: Green Man
- 2003: In Your Own Time
- 2005: How the Mighty Fall

### Đĩa đơn
| Năm  | Đĩa đơn                 | Vị trí cao nhất trên bảng xếp hạng | Album               |
| Năm  | Đĩa đơn                 | UK                                 | Album               |
| ---- | ----------------------- | ---------------------------------- | ------------------- |
| 1996 | "Child"                 | 3                                  | Green Man           |
| 1997 | "Clementine"            | 3                                  | Green Man           |
| 1997 | "I Am What I Am"        | 29                                 | Green Man           |
| 2003 | "Four Minute Warning"   | 4                                  | In Your Own Time    |
| 2003 | "Alone Without You"     | 26                                 | In Your Own Time    |
| 2004 | "Makin' Out"            | 30                                 | How the Mighty Fall |
| 2005 | "Believe In The Boogie" | 57                                 | How the Mighty Fall |
| 2005 | "Hail Mary"             | –                                  | How the Mighty Fall |